# 红扎乡
红扎乡，是中华人民共和国四川省阿坝藏族羌族自治州松潘县曾经下辖的一个乡。2019年12月，撤销红土乡、红扎乡，设立红土镇，以原红土乡和原红扎乡所属行政区域为红土镇的行政区域。

## 行政区划
红扎乡撤销前下辖以下地区：
德苟村、沙代村、红扎村和西格堡村。